# 猪熊夏樹
猪熊 夏樹（いのくま なつき、1835年6月26日（天保6年6月1日） - 1912年（大正元年）8月7日）は幕末から明治時代の国学者、神職。白鳥神社祠官・京都第一高等女学校教諭・宮中進講を務めた。
長男は猪熊浅麻呂。孫に猪熊兼幹、猪熊兼繁、曾孫に猪熊兼年、猪熊兼勝、玄孫に猪熊兼樹がいる。

## 経歴
讃岐国（現・香川県）出身。白鳥神社祠官猪熊慶歓の次男として生まれる。通称舎人は浅之進、名は千枝、号は瑞枝舎。
友安三冬・友部方秀・中村尚輔に学び、国学に力を注いだ。明治維新後は家を京都に移す。京都白峰宮（現白峰神宮）の造営につくし、慶応4年の創建とともに宮司となる。明治5年に伊勢神宮の神楽改正取り調べを命じられる。1885年（明治18年）に京都府師範学校教員を務め、1890年（明治23年）には京都第一高等女学校教諭、1906年（明治39年）には宮中進講を務める。1907年（明治40年）、白鳥神社社司に転任した。

## 著書
- 源氏物語湖月抄
- 大和路の日記
- 都の青葉
- 瑞枝舎百首